# لا مانت
لا مانت (فرانسوی: La Mante‎; انگلیسی: The Mantis) مینی‌سریال دلهره‌آور فرانسوی است که ابتدا در سپتامبر ۲۰۱۷ از شبکه ت‌اف۱ پخش شد و سپس در ۳۰ دسامبر ۲۰۱۷ در سرویس نتفلیکس منتشر شد. این مجموعه پیش‌تر در ۱۳ اکتبر ۲۰۱۷ نیز در نتفلیکس فرانسه در دسترس قرار گرفته بود.

## خلاصه داستان
در پاریس، پلیس به دنبال سایکوپثی است که قتل‌هایش الهام گرفته از ژان دبر معروف به «مانتیس» است؛ قاتل زنجیره‌ای که ۲۵ سال پیش سراسر کشور را در وحشت فرو برده بود. ژان دبر برای کمک به شکار این قاتل تقلیدی، تخصص خود را در اختیار پلیس قرار می‌دهد. او از زمان دستگیری در انفرادی نگهداری می‌شود و تنها یک شرط دارد: فقط با کارآگاه دامین کاروت، پسر جداافتاده‌اش، همکاری کند. دامین چاره‌ای ندارد، چرا که یک قاتل زنجیره‌ای آزاد است و ممکن است در هر زمان و هر مکان در پاریس به قتل ادامه دهد.

## اقتباس
یک اقتباس محصول کره جنوبی از این مجموعه با عنوان مانتیس: گناه اصلی توسط شرکت‌های مگا مانستر و مری کریسمس برای شبکه اس‌بی‌اس در حال تولید است. فیلم‌برداری این مجموعه از اوت ۲۰۲۴ آغاز شده است. بازیگران اصلی آن، گو هیون جونگ و جانگ دونگ یون هستند. این مجموعه قرار است در نیمهٔ دوم سال ۲۰۲۵ پخش شود.